# Deinze
Deinze este un oraș neerlandofon situat în provincia Flandra de Est, regiunea Flandra din Belgia. La 1 ianuarie 2014 avea o populație totală de 29.957 locuitori. 

## Geografie
Comuna actuală Deinze a fost formată în urma unei reorganizări teritoriale în anul 1977, prin înglobarea într-o singură entitate a 11 comune învecinate. Suprafața totală a comunei este de 75,53 km². Comuna este subdivizată în secțiuni, ce corespund aproximativ cu fostele comune de dinainte de 1977. Acestea sunt:
| - I. Deinze - II. Petegem-aan-de-Leie - III. Astene - IV. Bachte-Maria-Leerne - XII. Sint-Maria-Leerne - XIII. Bachte - V. Sint-Martens-Leerne - VI. Meigem - VII. Zeveren - VIII. Vinkt - IX. Wontergem - X. Grammene - XI. Gottem |

Localitățile limitrofe sunt:
| - Comuna Aalter: - a. Poeke - b. Lotenhulle - Comuna Nevele: - c. Poesele - d. Nevele - e. Vosselare - Comuna Gent: - f. Drongen - Comuna Sint-Martens-Latem: - g. Sint-Martens-Latem - h. Deurle - Comuna Nazareth: - i. Nazareth | - Comuna Kruishoutem: - j. Kruishoutem - Comuna Zulte: - k. Machelen - l. Olsene - Comuna Dentergem: - m. Oeselgem - n. Wakken - o. Markegem - p. Dentergem - Comuna Tielt: - q. Aarsele |

## Localități înfrățite
- Germania: Queckenberg.